# Melanos
Melanos, medicinskt, dermatologiskt begrepp, oväntad hyperpigmentering som inte betraktas som naturlig. Ofta fläckvis, mindre distinkt än födelsemärken. Det kan uppkomma till följd av sjukdomar, hormonella rubbningar etc. Dess motsats kallas vitiligo.
Om melanos uppkommer lokalt i böjveck med hyperkeratos kallas det Acanthosis nigricans.